# Calderona
La Calderona es una histórica comarca de la provincia de Valencia en la Comunidad Valenciana, España. Actualmente se encuentra dividida entre las actuales comarcas de Campo de Murviedro y el Campo de Turia. Formaban parte de esta comarca por parte del Campo de Murviedro, los municipios actuales de Albalat de Taronchers, Alfara de Algimia, Algar de Palancia, Algimia de Alfara, Estivella, Gilet, Petrés, Segart, y  Torres Torres; Mientras los municipios de Marines, Náquera, Olocau, y Serra se integran por su parte, en el Campo de Turia. Aparece en el mapa de comarcas de Emili Beüt "Comarques naturals del Regne de València" publicado en el año 1934.